# Baltimore Bullets 1949-1950
La stagione 1949-50 dei Baltimore Bullets fu la 1ª nella NBA per la franchigia.
I Baltimore Bullets arrivarono quinti nella Eastern Division con un record di 25-43, non qualificandosi per i play-off.

## Roster
| N°   | Naz.                   | Ruolo | Sportivo          | Anno | Alt. | Peso |
| ---- | ---------------------- | ----- | ----------------- | ---- | ---- | ---- |
|      | Stati Uniti (bandiera) | GA    | Paul Cloyd        | 1920 | 188  | 82   |
|      | Stati Uniti (bandiera) | G     | George Feigenbaum | 1928 | 185  | 84   |
|      | Stati Uniti (bandiera) | A     | Howie Janotta     | 1924 | 191  | 84   |
| 4-5  | Stati Uniti (bandiera) | G     | Joe Dolhon        | 1927 | 183  | 79   |
| 4-8  | Stati Uniti (bandiera) | A     | Marv Schatzman    | 1927 | 196  | 91   |
| 4    | Stati Uniti (bandiera) | GA    | Whitey Von Nieda  | 1922 | 185  | 77   |
| 5    | Stati Uniti (bandiera) | GA    | Dick Triptow      | 1922 | 183  | 77   |
| 6    | Stati Uniti (bandiera) | A     | Paul Gordon       | 1927 | 191  | 84   |
| 7    | Stati Uniti (bandiera) | GA    | Bob Tough         | 1920 | 183  | 84   |
| 10   | Stati Uniti (bandiera) | AC    | Blackie Towery    | 1920 | 193  | 95   |
| 11   | Stati Uniti (bandiera) | GA    | Paul Hoffman      | 1925 | 188  | 88   |
| 12   | Stati Uniti (bandiera) | AC    | Walt Budko        | 1925 | 196  | 100  |
| 14   | Stati Uniti (bandiera) | GA    | Tommy Byrnes      | 1923 | 191  | 79   |
| 14-6 | Stati Uniti (bandiera) | G     | Buddy Jeannette   | 1917 | 180  | 79   |
| 15   | Stati Uniti (bandiera) | G     | Andy O'Donnell    | 1925 | 185  | 82   |
| 17   | Stati Uniti (bandiera) | C     | Ron Livingstone   | 1925 | 208  | 100  |
| 17   | Stati Uniti (bandiera) | AC    | John Mandic       | 1919 | 193  | 93   |
| 17   | Stati Uniti (bandiera) | G     | Mike McCarron     | 1922 | 180  | 82   |
| 17-9 | Stati Uniti (bandiera) | C     | Ed Sadowski       | 1917 | 196  | 109  |
| 19   | Stati Uniti (bandiera) | C     | Lee Knorek        | 1921 | 201  | 98   |
| 20-6 | Stati Uniti (bandiera) | GA    | Johnny Ezersky    | 1921 | 191  | 86   |
| 20   | Stati Uniti (bandiera) | GA    | Freddie Lewis     | 1921 | 188  | 88   |
| 35   | Stati Uniti (bandiera) | AC    | Les Pugh          | 1923 | 201  | 86   |

## Staff tecnico
- Allenatore: Buddy Jeannette